# عبد الحميد شبانة
عبد الحميد شبانة (2 أكتوبر 1985 محافظة المنوفية مصر - ) هو لاعب كرة قدم مصري، يلعب كلاعب وسط.

## مسيرته

### مسيرته مع المنتخبات الوطنية
- 2007 - 2007 لعب مع منتخب مصر لكرة القدم 12 مباراة.

### مسيرته مع الأندية
- 2005 - 2010 لعب مع نادي غزل المحلة 25 مباراة سجل خلالها 3 أهداف.
- 2005 - 2010 لعب مع نادي غزل المحلة 95 مباراة سجل خلالها 5 أهداف.
- 2010 - 2013 لعب مع النادي الأهلي 10 مباريات سجل خلالها هدفين.
- 2011 - 2013 لعب مع نادي تليفونات بني سويف 7 مباريات.
- 2013 - 2014 لعب مع نادي تشرتشل براذرز 22 مباراة سجل خلالها 5 أهداف.

## روابط خارجية
- عبد الحميد شبانة على موقع قاعدة بيانات كرة القدم.إي يو (الإنجليزية)
- عبد الحميد شبانة على موقع Soccerway.com (الإنجليزية)